# Bānposh
Bānposh är en ort i Indien.   Den ligger i distriktet Sundargarh och delstaten Odisha, i den centrala delen av landet, 1 000 km sydost om huvudstaden New Delhi. Bānposh ligger 199 meter över havet och antalet invånare är 10 430.
Terrängen runt Bānposh är platt. Runt Bānposh är det tätbefolkat, med 881 invånare per kvadratkilometer. Närmaste större samhälle är Raurkela, 6,1 km öster om Bānposh. Trakten runt Bānposh består till största delen av jordbruksmark.